# Albano Sorbelli
Albano Sorbelli (Fanano, 2 maggio 1875 – Pavullo nel Frignano, 22 marzo 1944) è stato uno storico, bibliografo e bibliotecario italiano, direttore della Biblioteca Comunale dell'Archiginnasio di Bologna dal 1904 al 1943.

## Biografia
Allievo di Giosuè Carducci e di Pio Carlo Falletti all'Università di Bologna, si laureò in Lettere e filosofia nel 1898 e, successivamente, si perfezionò in Scienze storiche. Nella medesima Università tenne corsi di Biblioteconomia e Bibliografia (1925-1944).
Sorbelli fu una figura fondamentale della biblioteconomia italiana. A lui si deve il primo prototipo di sistema bibliotecario bolognese: nel 1909 fondò la Biblioteca Popolare; nel 1921, con l'apertura al pubblico, si conclusero i lavori di riorganizzazione della biblioteca-archivio e di Casa Carducci.
Nel 1906 fondò la rivista "L'Archiginnasio"; e la collana "Biblioteca dell'Archiginnasio"; fu inoltre promotore di un'intensa attività culturale dell'istituto da lui diretto, organizzando importanti mostre e convegni.
È sepolto nel Campo Carducci della Certosa di Bologna.

## Fondo Sorbelli
Il patrimonio bibliografico personale di Albano Sorbelli venne donato, alla sua morte, alla Biblioteca Comunale dell'Archiginnasio. Il fondo è costituito da circa 13.000 volumi ed opuscoli, di argomento principalmente storico-letterario, con particolare attenzione agli studi bibliografici e alla storia del Frignano e dell'Università e della città di Bologna.

## Opere
(elenco parziale)

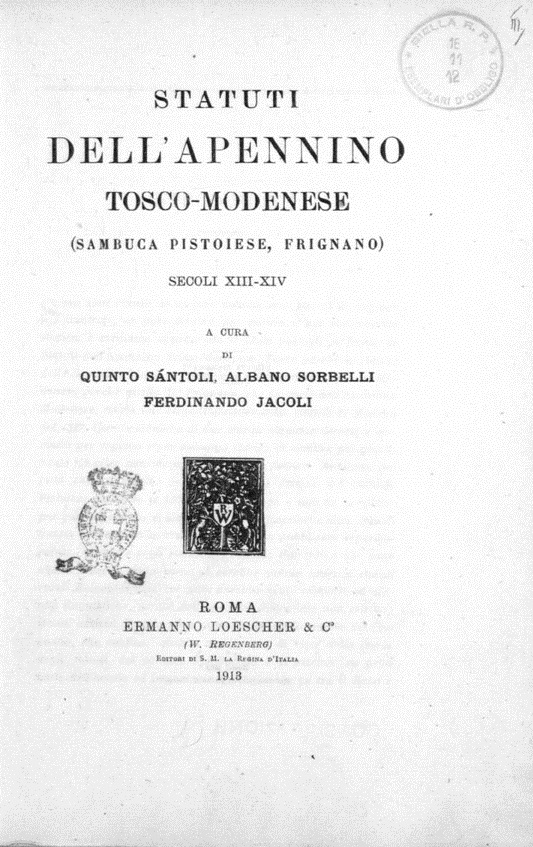
Statuti dell'Appennino tosco-modenese, 1913

- Corpus Chronicorum Bononiensium, nei Rerum Italicarum scriptores.
- La Signoria di Giovanni Visconti a Bologna e le sue relazioni con la Toscana, Bologna, Ditta N. Zanichelli, 1901.
- Statuti dell'Appennino tosco-modenese, Roma, E. Loescher e C., 1913.
- Opuscoli, stampe alla macchia e fogli volanti… (1830-1855). Saggio di bibliografia storica, Firenze, 1927.
- Storia della stampa in Bologna, Bologna, 1929.
- Le voci "Bibliografia" e "Bibliologia" nell'Enciclopedia Treccani, 1930.
- Il secondo volume della Storia di Bologna, Bologna, Comune, 1938.
- Dal 1935 alla morte curò l'edizione nazionale delle opere di Giosuè Carducci, edita da Zanichelli.